# Jesse Neal
Jesse Neal (10 de abril de 1980) es un luchador profesional estadounidense y un exmiembro de las Fuerzas Armadas de Estados Unidos. Es más conocido por trabajar para Total Nonstop Action Wrestling (TNA), donde fue la mitad del equipo Ink Inc., junto a su compañero Shannon Moore.

## Carrera militar
Neal se une a la Armada de Estados Unidos de 1998 a 2002, alcanzó el rango de suboficial y estaba a bordo del USS Cole, cuando sucedió el atentado contra el USS Cole. Al ser superviviente encuentra su futuro en el ring de lucha libre.
Neal tiene un tatuaje en su antebrazo derecho de las iniciales de su mejor amigo, que murió en el ataque. Después del ataque Neal fue diagnosticado con trastorno por estrés postraumático y pasó más de un año de servicio en tierra antes de terminar su período de cuatro años con la Marina de Guerra en 2002.

## Carrera como luchador profesional

### Formación y carrera temprana
En mayo de 2007 Neal comenzó a entrenar lucha libre con los Team 3D en su Academia de la lucha libre profesional y entretenimiento deportivo, con el nombre en el ring "Tribal". Luego luchó en el Circuito independiente.

### Total de Nonstop Action Wrestling (2009-2011)

#### 2009
En 2009, Neal firmó un contrato con la Total Nonstop Action Wrestling (TNA). Hizo su primera aparición en TNA en Destination X, con su uniforme naval, donde se introdujo por primera vez en el combate entre Brutus Magnus y Eric Young y luego confrontándose con Sheik Abdul Bashir antes de cantar "Dios bendiga a América". Hizo su primera aparición en 9 de abril en Impact! en una entrevista tras bambalinas, donde Rhino se ofreció para entrenar a Neal para convertirlo en un luchador profesional y cumplir su sueño.
Neal luchó su primer combate, el 4 de junio en un episodio de Impact!, perdiendo ante Matt Morgan. Neal comenzó una ángulo, donde Rhino se frustró con Neal, mientras que la formación fracasaba debido a los errores de Neal. El 13 de agosto en la edición de Impact!, perdieron un combate ante the World Elite (Eric Young & Sheik Abdul Bashir) después de que Neal hiciera un "error de novato" y no se cambiara con Rhino, causando su derrota. Luego de la lucha, Rhino cambió a heel al aplicarle una "Spear".
El 27 de agosto Rhino derrotó a Neal, pero el árbitro del partido terminó revirtiendo la decisión después cuando Rhino, una vez más dio un Gore a Neal. Brother Devon corrió para salvar a Neal de una paliza aún más y la semana siguiente 3D anunciaron que iban a entrenar en su escuela de lucha.

#### Alianza con Team 3D (2009-2010 )
Durante las próximas semanas, mientras que Neal pasó un tiempo fuera de Team 3D televisión, y Rhino se cabezazos sobre el estado de los tres es el futuro de TNA, con Rhino 3D finalmente convencer a unirse para defender sus puntos de talento de los jóvenes que sentían respaldados expresamente por TNA. En la edición de 19 de noviembre de Impact!, Neal regresó a la televisión con un nuevo aspecto con un disparó mohawk y perforaciones en la lengua y los labios, como heel, al interferir en nombre de la banda para ayudar a ganar la segunda de las dos peleas callejeras consecutivos en contra de Matt Morgan, Hernández y D'Angelo Dinero. En las siguientes entrevistas en backstage, Neal se muestra con un comportamiento salvaje de su truco tribales como sus tres entrenadores lo anunció como "el verdadero futuro de TNA". En la edición del 3 de diciembre de Impact! Neal fue derrotado en su partido de vuelta por D'Angelo Dinero. En la semana siguiente Neal cogió su primera victoria derrotando a Hernández en un handicap match de cuatro contra tres, donde se unió a Team 3D y Rhino para hacer frente a Morgan, Hernández y [Suicide (luchador)| suicide]]. En Resolución Final Morgan, Hernández, Dinero y Suicide derrotaron a Neal, Team 3D y Rhino en un partido de eliminación del equipo de ocho hombres.
Cuando Hulk Hogan y Eric Bischoff se hicieron cargo de TNA a principios de 2010, el ángulo de Neal con Rhino 3D y el equipo se elimina, ya que Team 3D pone boca con el fin de pelea con el The Nasty Boys (Sags Jerry y Brian Knobbs), mientras que Rhino y Neal fueron sacados de la televisión por completo. Neal regresó el 4 de febrero en la edición de Impact! en un partido, donde fue aplastado por Samoa Joe. En la edición del 25 de febrero de Impact! Neal regreso como face y volvió a formar su alianza con Team 3D, ayudando a derrotar a los Nasty Boys.

#### 2010-2011

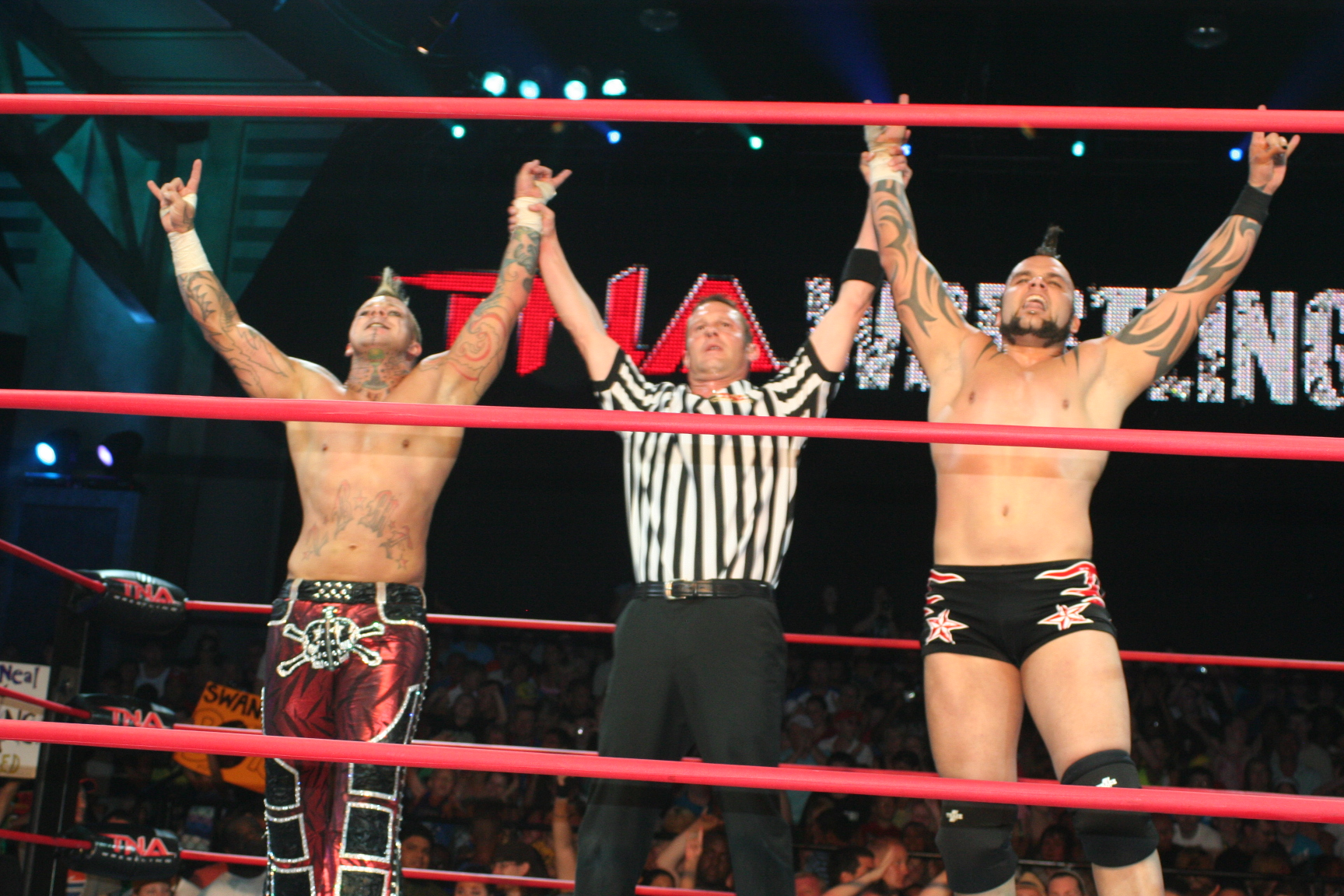
Ink Inc en julio de 2010

El 26 de abril la edición de Impact!, Neal, después de recibir la bendición de Team 3D, el equipo con Matt Morgan para defender su TNA World Tag Team Championship contra Team 3D. El partido terminó cuando La banda (Kevin Nash y Scott Hall) atacaron a Team 3D, mientras que Morgan se volvió a Neal. Tras el partido, Neal llamó Morgan y pelearon con él, antes de Shannon Moore, a quien Morgan había atacado anteriormente en el show, salió y ayudó a cuidar de Neal de Morgan. Esto llevó a la formación del equipo, Ink Inc., y el 3 de mayo en la edición de Impact! Neal y Moore derrotaron a . Douglas Williams y Brian Kendrick en su primer partido como equipo. A la semana siguiente de Ink Inc. derrotó a Team 3D, Beer Money, Inc. y Motor City Machine Guns en un partido de cuatro vías, cuando Neal cubrió a Brother Ray con una lanza.
En Sacrifice Ink Inc. fracasó en su intento de ganar el TNA World Tag Team Championship de La banda (Kevin Nash y Scott Hall). En el mes siguiente a Slammiversary VIII Ray derrotó a Neal en un partido de individuales después de una distracción del debutante Tommy Dreamer. El 17 de junio en la edición deImpact!, Ink Inc. derrotaron a The Band (Kevin Nash y Eric Young) para avanzar a la final de un torneo, donde se reunirían a Beer Money, Inc. para un tiro en el vacante Campeonato TNA World Tag Team. A la semana siguiente de Ink Inc. fue derrotado por Beer Money, después de que Brother Ray atacó a Neal en backstage antes del partido. En el mes siguiente a Victory Road Neal ante Ray y Devon en un partido de tres vías. Durante el encuentro los miembros del Team 3D se atacaron unos a otros, antes de que Neal accidentalmente clavó Devon y quedó atrapado luego por Ray. El 26 y 27 de julio en las grabaciones de  Xplosion Ink Inc. entró en un torneo de cuatro equipos para determinar el nuevo número uno de los contendientes el TNA World Tag Team Championship. Después de derrotar a Generation Me (Jeremy Buck y Max) en las semifinales, Ink Inc. fue derrotado en la final por Desmond Wolfe y Magnus. En Bound for Glory, Ink Inc. derrotaron a Eric Young y Orlando Jordan, ganando su primer partido en PPV. El 28 de octubre en la edición de Impact!, Ink Inc. recibió un tiro en el campeonato de TNA World Tag Team contra las ametralladoras Motor City en un partido de tres vías, que también incluyó a Generation Me , pero no pudo ganar los títulos. El 5 de diciembre en Final Resolutión, Ink Inc fue derrotado por Beer Money. El 10 de enero de 2011, Neal anunció que había firmado un nuevo contrato de tres años con TNA. En la edición de 3 de marzo de Impact! Ink Inc. solicitado y se les concedió un tiro en TNA Beer Money Campeonato Mundial de Tag Team en Victory Road. El 13 de marzo en el camino de la victoria, Ink Inc. fracasó en su intento de ganar el TNA World Tag Team Championship. Después del encuentro Moore se volvió heel, al negarse a darle la mano a los campeones y en su lugar escupió la cerveza en la cara de Storm. Un espectáculo similar de falta de respeto se llevó a cabo por Moore en la edición del 24 de marzo de Impact! después de que Ink Inc. había sido derrotado por Carmesí y Scott Steiner. El 17 de abril en Lockdown, Ink Inc. derrotó a The British Invasion (Douglas Williams y Magnus), Crimson y Scott Steiner y Eric Young y Orlando Jordania en un partido de cuatro en una jaula de acero para convertirse en el primer contendientes al campeonato de TNA World Tag Team. Antes del 2 de mayo de 2011 en la grabación deTNA Impact , después de la muerte de Osama bin Laden, Neal, con su uniforme de la Marina EE.UU. y la celebración de una bandera de Estados Unidos, llevó a la multitud en una versión de El Star-Spangled Banner.. Después de este evento, una vez más, Moore comenzó a trabajar como un face sin referencia a sus payasadas heelish anteriores. El 15 de mayo en Sacrifice, Ink Inc. fue derrotado por Mexican America (Anarquía y Hernández). En el final del partido, Neal sufrió una lesión en el cuello, lo que le terreno de juego para los próximos cuatro meses . Ink Inc. regresó el 22 de septiembre la edición de Impact! atacando a Mexican America, ahora como campeones del TNA World Tag Team Championship. El 13 de octubre en la edición de Impact!, Toxxin. se alineó con Ink Inc. por salvarlos de Mexican America. El 16 de octubre, durante Bound for Glory Ink Inc. impugnado sin éxito a Mexican America para el Campeonato de TNA World Tag Team. El 13 de noviembre en Turning Point, Ink Inc. no pudo ganar el TNA World Tag Team Championship en un combate que también incluyó a Toxxin y a Sarita. El 17 de noviembre, Neal anunció que iba a separar su camino después de TNA. A pesar de la explosión, Neal apareció en la edición del 1 de diciembre,Lucha de impacto, haciendo equipo con Moore en un número de tres vías TNA Campeonato Mundial de Tag Team coincidir con un contendientes, donde fueron derrotados por el equipo de la D 'Angelo Dinero y Devon. El 12 de diciembre, Neal terminó su fecha de TNA y los medios después se separó de la promoción. Su última aparición tuvo lugar en el TNA el 15 de diciembre donde fue derrotado por Gunner, antes de ser sacadfo en camilla fuera de la arena.

## Vida personal
Neal es parte de Nativos Americanos. Antes de la capacitación en lucha Team 3D de la Academia, Neal había estado trabajando en el Blue Martini Orlando. El 27 de julio de 2011, Neal anunció que se había comprometido con Christina Kardooni, que actualmente está trabajando para TNA como Toxxin.

## En lucha
- Movimientos finales
  - No Mercy Spear (Spear)[1]

- Movimientos de firma
  - Overhead belly to belly suplex

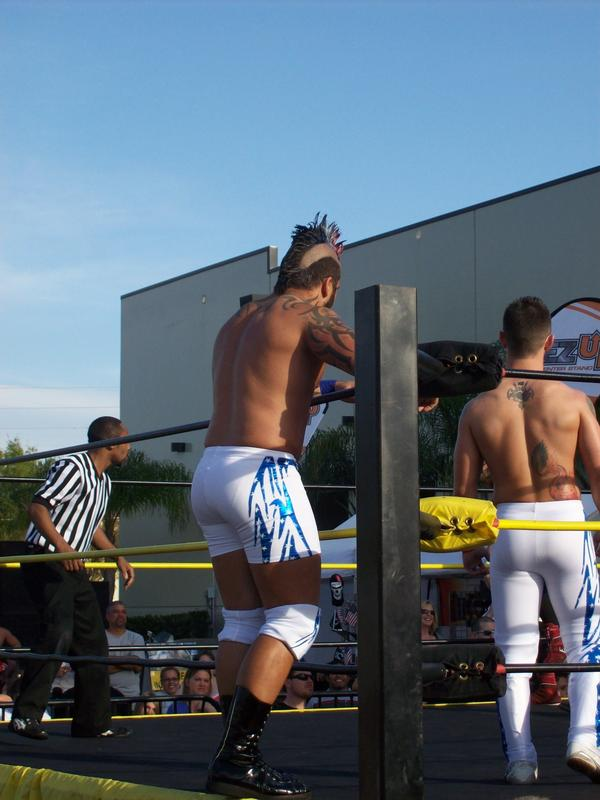
Jesse Neal en WrestleRock en 2008

  - Overhead gutwrench dropped into an inverted shoulderbreaker[2]

- Managers
  - Toxxin

- Apodos
  - "The American Hero"[3]

## Campeonatos y logros
- Pro Wrestling Illustrated 
  - PWI lo alineó #84'de los luchadores individuales top 500 de luchadores profesionales de 2011.
  - Situado en el Nº306 en los PWI 500 de 2012[4]